# Kjell Kopstad
Kjell Kopstad (* 10. Januar 1934; † 25. November 2006) war ein norwegischer Skispringer.

## Werdegang
Kopstad nahm 1954 an der WM in Falun teil und belegte den 27. Platz. Bei den Norwegischen Meisterschaften 1956 in Drammen holte er die Silbermedaille. Kopstad nahm an der Vierschanzentournee 1956/57 teil. Sein bestes Ergebnis war ein siebter Platz in Oberstdorf. In Innsbruck belegte er den 7. Rang. Nachdem Kopstad in Garmisch-Partenkirchen nur 35. wurde, nahm er nicht am Wettbewerb in Bischofshofen teil. Bei den Norwegischen Meisterschaften 1957 in Mo i Rana konnte Kopstad seine Silbermedaille verteidigen. Bei der WM 1958 in Lahti belegte er den 16. Platz. Bei der Norwegischen Meisterschaft 1958 in Oslo gewann Kopstad die Bronzemedaille. Die Vierschanzentournee 1958/59 begann er mit einem 28. Platz in Oberstdorf. Beim Neujahrsspringen in Garmisch-Partenkirchen erreichte Kopstad als sechster das beste internationale Ergebnis seiner Karriere. In Innsbruck wurde er 19. und in Bischofshofen 16.

## Erfolge

### Vierschanzentournee-Platzierungen
| Saison  | Platz | Punkte |
| ------- | ----- | ------ |
| 1956/57 | 25.   | 590,9  |
| 1958/59 | 16.   | 805,9  |